# Weltpolitik
Weltpolitik (světová politika) byla koncepce zahraniční politiky Německého císařství na konci 19. a na začátku 20. století, jejímž hlavním cílem bylo prosazení Německa jako světové velmoci. Je spjata zejména s osobností německého císaře Viléma II.; používal ji ministr zahraničí Německa Bernhard von Bülow. Nahradila tzv. Realpolitik.
Císař Vilém II. po Bismarkově odchodu prosazoval politiku založenou na zájmech Německa s novými koloniemi a hospodářskou silou se mělo stát Německo světovou velmocí. Později se kvůli ní dostalo Německo do konfliktu s okolními mocnostmi, hlavně Francií a později se Spojeným královstvím.
Byla jednou z příčin zhoršení vztahů v Evropě, a tím i vzniku dvou nepřátelských bloků.